# Funaria flavicans
Funaria flavicans är en bladmossart som beskrevs av Michaux 1803. Funaria flavicans ingår i släktet spåmossor, och familjen Funariaceae. Inga underarter finns listade i Catalogue of Life.